# Zborov nad Bystricou
Zborov nad Bystricou é um município da Eslováquia, situado no distrito de Čadca, na região de Žilina. Tem 18,71 km² de área e sua população em 2018 foi estimada em 2.229 habitantes.

## Demografia
| Ano:        | 1994 | 2004   | 2014   | 2024   |
| ----------- | ---- | ------ | ------ | ------ |
| Broj ljudi: | 2137 | 2282   | 2253   | 2137   |
| Razlika:    |      | +6,78% | -1,27% | -5,14% |

| Ano:               | 2023 | 2024   |
| ------------------ | ---- | ------ |
| Número de pessoas: | 2142 | 2137   |
| Diferença:         |      | -0,23% |